# 白背爬藤榕
白背爬藤榕（学名：Ficus sarmentosa var. niponica）为桑科榕属下的一个变种。

## 扩展阅读
- 維基物種上的相關：白背爬藤榕